# Marta (filme)
Marta é um filme de drama espanhol de 1971 dirigido e escrito por José Antonio Nieves Conde e Juan José Alonso Millán. Foi selecionado como representante da Espanha à edição do Oscar 1972, organizada pela Academia de Artes e Ciências Cinematográficas.

## Elenco
- Marisa Mell - Marta & Pilar
- Stephen Boyd - Don Miguel
- George Rigaud - Arturo
- Howard Ross - Luis
- Jesús Puente - Don Carlos
- Isa Miranda - Elena
- Nélida Quiroga - Dona Clara